# Gimli
Gimli er en dværg fra J. R. R. Tolkiens fiktive univers om Ringenes Herre. Han er af slægten Durins folk (også kaldet Durins hus, Durins slægt og De Langskægede), som bor ved og i Det ensomme bjerg, i hvilket fæstningen Erebor er indhugget. Gimli nedstammer selv fra Durin, som var leder af de syv første dværge, som blev skabt af valaen Aulë for mange tusind år siden. Han er søn af dværgen Glóin, som er en vigtig person i bogen om Hobbitten. Trods det, at Gimli er af royal slægt ligger han langt nede på listen over tronfølgere. Han er tredje fætter til kong Dáin Jernfod, som er hans egen konge, og første fætter til Balin, som var herre af Moria. Som værende dværg er han meget nationalistisk og foragtede tidligere elverracen. Hans foretrukne våben er en økse, som han er meget dygtig med. Det vides ikke hvilket år Gimli døde, og derfor heller ikke hvor gammel han blev. Tolkien angiver derimod hans fødselsår til 2879 i Tredje Alder.

## Gimli i Ringenes Herre
Gimli fremgår ikke i Hobbitten, skønt hans far gør det. Første gang han er beskrevet er under rådsforsamlingen hos Elrond i første del af trilogien om Ringenes Herre, Eventyret om Ringen. Han ankommer sammen med sin far, og de to er repræsentanter for dværgene i Erebor. Da det besluttes, at hobbitten Frodo skal bære Den Ene Ring til Dommedagsbjerget i landet Mordor, og destruere den i vulkanens flammer, udvælges otte personer af varierende racer til at følge ham. Iblandt dem vælges Gimli. Elveren Legolas vælges også, hvilket Gimli ikke er begejstret for, idet dværge og elvere i umindelige tider havde været fjender og bekæmpet hinanden, og idet Legolas' far, Thranduil, engang havde puttet Glóin, Gimlis far, i fængsel.
Ringens broderskab, som det blev navngivet, tager da af sted fra Kløvedal, hvor rådsforsamlingen havde fundet sted. De beslutter at krydse bjergkæden Tågebjergene via Højpasset, men bliver på grund af snestorm nødsaget til at vende om. Gimli foreslår at de i stedet krydser bjergene via Moria, en dværgeby bestående af meget store og lange minegange. På vejen til Morias miner bliver broderskabet angrebet af Saurons ulve i landet Hollin og et enormt søuhyre udenfor den vestlige port til minerne. Inde i minerne ophører desuden Gimlis entusiasme, da broderskabet finder ud af, at minerne har været under angreb, og at der ikke er overlevende dværge i syne. Da de desuden finder Balins gravkammer, ved de, at der er noget helt galt. Da hobbitten Pippin kommer til at kaste en sten ned i en dyb brønd, vågner de orker op, som havde indtaget Moria. Broderskabet hjælpes ad med at bekæmpe orkerne og den huletrold, de tog med. Da de står fuldstændig omringet af orker, kommer også en balrog, en dæmon fra svundne tider, til syne. Orkerne bliver skræmt væk, og broderskabet må nu forsøge at finde vejen til broen, der fører til den østlige port, før balroggen når dem. På broen vender troldmanden Gandalf den Grå om, og bekæmper balroggen, mens resten af broderskabet ser til. Både Gandalf og balroggen styrter ned i dybet under broen, og synes døde.
Broderskabet må nu fortsætte uden Gandalf, og mennesket Aragorn overtager rollen som broderskabets vejleder. Han fører dem til elverlandet Lórien, hvor dronning Galadriel regerer sammen med sin mand, Keleborn. Idet dette land regeres af elvere får Gimli at vide af Haldir, lederen af Lóriens vagter, at han skal have bind for øjnene, før han træder ind i landet. Gimli nægter naturligvis, og situationen er ved at udvikle sig til et voldeligt håndgemæng, da Aragorn foreslår, at hele broderskabet får bind for øjnene, så de alle er lige. Inde i Lórien bliver broderskabet ført til Galadriel, og idet Gimli opfører sig respekterende og ydmyg overfor Galadriel, slutter han og Legolas fred. Ifølge Peter Jacksons filmatisering fra 2001-2003 slutter de to dog først fred hen mod slutningen, da de skal kæmpe ved Den Sorte Port, som fører ind i landet Mordor, hvor Sauron regerer.
Derefter fortsætter broderskabet ned af den store flod Anduin. Ved Rauros-vandfaldene er broderskabet ikke i stand til at fortsætte af floden, så de lander ved bakken Amon Hen. Her bliver de dog angrebet af Uruk-haier, som dræber mennesket Boromir og tager hobbitterne Merry og Pippin til fange. I kampens hede krydser Frodo og hobbitten Sam floden, for at fortsætte på egen hånd. Aragorn, Legolas og Gimli sætter sig da for at forfølge Uruk-haierne og redde Merry og Pippin. De tre løber i tre dage, før de ankommer til landet Rohan. Her møder de Éomer og hans hær af såkaldte Rohirrim. Éomer fortæller, at de sidste nat havde nedslagtet Uruk-haierne ved Fangorn-skoven, og ikke havde bemærket, om der var nogen hobbitter imellem. Spor leder dog de tre til den tro, at de to hobbitter er løbet i sikkerhed i Fangorn-skoven, om hvilken det siges, at træerne kan tale og bevæge sig. Aragorn, Legolas og Gimli følger efter dem. De finder imidlertid ikke hobbitterne, men Gandalf, som nu er blevet Gandalf den Hvide. Han fortæller dem, at han efter at have dræbt balroggen selv faldt død om, men at han blev sendt tilbage på jorden af valaerne, for at fuldbringe sin opgave. Han fortæller også, at de to hobbitter er i sikkerhed hos Træskæg, lederen af de talende træer, de såkaldte enter. Derefter tager de fire til Rohans hovedstad Edoras, hvor Gandalf befrier kong Théoden, hvis sind er blevet invaderet og fordærvet af den onde troldmand Saruman. Théoden, hvis folk var under angreb af Rohans arvefjender, vildmændene fra Dunland, som var udsendt af Saruman, beslutter, at Edoras' beboere skal ride til borgen Hornborg i Helms Kløft. Aragorn, Legolas og Gimli følger med, mens Gandalf rider ud for at samle en hær af Rohirrim.
Før de når Hornborg bliver de angrebet af varge, store ulve redet af orker. I Hornborg bliver de angrebet af en enorm hær af Uruk-haier, udsendt af Saruman. Selvom Gimli og Legolas er gode venner på dette tidspunkt, vil de stadig gerne bevise visse ting over for hinanden, hvorfor de afholder en orkdræber-konkurrence, hvor det gælder om at dræbe flest fjender. Gimli vinder med 42 mod Legolas' 41. Da situationen ser håbløs ud ankommer Gandalf og Éomer med deres hær af Rohirrim, og Sarumans hær bliver besejret. Dernæst rider Gandalf, Aragorn, Gimli og Legolas til Isengard, Sarumans fæstning, som i mellemtiden har været under angreb af Træskæg, de to hobbitter og en masse enter. Gandalf smider Saruman ud af troldmændenes broderskab og knækker hans stav. Derpå rider de fire og de to hobbitter til Edoras igen. Gandalf tager imidlertid Pippin med til hovedstaden i landet Gondor, Minas Tirith. Her regerer ingen konge, men marsken Denethor. Han er far til den netop afdøde Boromir. Denethor er klar over, at Minas Tirith snart vil blive angrebet af hære fra Mordor, men nægter at lade bavnerne tænde, og bede Rohan om hjælp. Pippin sørger dog for, at bavnerne bliver tændt, og i Edoras beslutter Théoden, at samle en hær i De Hvide Bjerge. Aragorn, Legolas og Gimli følger med dem.
Da Rohans hær er parat til at ride til Minas Tirith, vælger Aragorn, Legolas og Gimli i stedet at følge en sti mellem bjergene. Stien fører dem til et domæne med mennesker, som blev forbandet af Gondors legendariske konge Isildur, idet de var kujoner, da deres hjælp var allermest nødvendig. Kun ved at hjælpe Gondors konge til sejr, kan de rejse til dødens rige. Aragorn, som er den eneste retmæssige arvtager af Gondors trone, beder dem om hjælp, og de accepterer. Da sejler de i både op af floden Anduin, og ankommer til slagmarken da deres hjælp er allermest nødvendig. Med fælles hjælp besejrer de Saurons hær og vinder slaget.
Dernæst beslutter Aragorn, Gimli, Legolas, Gandalf og Théoden at angribe Den Sorte Port, for at aflede Saurons opmærksomhed, mens Frodo og Sam bestiger Dommedagsbjerget, og destruerer ringen. Ifølge Peter Jacksons filmatisering er det på dette tidspunkt, at Gimli og Legolas bliver venner. Da Gimli siger: „Tænk at jeg skulle dø side om side med en elver!“ svarer Legolas: „Hvad med side om side med en ven?“ Da svarer Gimli: „Ja. Det går an.“ Hverken Gimli, Legolas, Gandalf, Merry eller Pippin dør imidlertid. Missionen lykkes, og Sauron dør.
Dernæst overværer Gimli Aragorns kroning til konge over Gondor og landet Arnor, samt hans bryllup med elverpigen Arven, som er datter af Elrond. Som Legolas lovede ham, tager de to bagefter sammen til Fangorn-skoven og udforsker denne, hvorefter de rejser til de Glitrende Huler ved Hornborg. Ifølge Frodos bog, Ringenes Herre, som Sam fuldendte, rejste Gimli og Legolas ved Aragorns død i år 120 i Fjerde Alder til landet Valinor, hvor valaerne lever. Gimli er således den første dværg, der når hertil. Idet Gimli blev født i år 2879 i Tredje Alder, og Tredje Alder sluttede i år 3019, da Sauron døde, blev Gimli minimum 260 år gammel, hvilket er en stor alder for en dværg. Den ældste dværg man kender til, var imidlertid Dwalin, som var bror til Balin. Han døde 340 år gammel.

## Gimli i andre sammenhænge
Det er David Buck, som lægger stemme til Gimli i den animerede version af Ringenes Herre fra 1978. I den animerede version af sidste del af trilogien, Kongen vender tilbage fremgår Gimli slet ikke. I det kendte teaterstykke om Ringenes Herre fra 2003 i Cincinnati, USA, spilles Gimli af Elizabeth Harris. I BBC's radioudgave fra 1981 spilles Gimli af Douglas Livingstone. I den verdensberømte filmatisering af Peter Jackson fra 2001-2003 spilles Gimli af den walisiske skuespiller John Rhys-Davies. Han lægger desuden også stemme til enten Træskæg. John Rhys-Davies er 185 centimeter høj, og dermed højere end både Viggo Mortensen og Orlando Bloom, som spiller henholdsvis Aragorn og Legolas. Derfor har man været nødt til at benytte sig af visse effekter, således at Gimli kom til at ligne en dværg. Idet han er en anelse højere end de skuespillere, som spiller de fire hobbitter, er der ikke ændret noget ved hans højde, når kun han står sammen med dem.

## Karakteristik
Gimli er ikke beskrevet specielt detaljeret. Han ligner de fleste andre dværge. Han har langt skæg og bærer ringbrynje over det meste af kroppen. På hovedet bærer han en hætte, som han kun erstatter med en hjelm, inden de rider mod Hornborg. På dette tidspunkt bærer han også et grønt skjold. Hjelmen bliver ødelagt under slaget og skjoldet bliver ikke nævnt igen. Hans våben er en bredbladet økse, som han bærer med enten én eller to hænder. I Peter Jacksons filmtrilogi bærer han imidlertid fire forskellige økser. Hans foretrukne økse er dobbeltegget og relativt lang. En anden økse ødelægger han i forsøget på at destruere Den Ene Ring under rådsforsamlingen hos Elrond. Han har også en kasteøkse, som han bruger i kampen mod huletrolden i Morias miner. Endelig har han en vandreøkse, som han bruger i kampen mod vargene, før de når til Hornborg.